# Veerle Peeters
Veerle Peeters (1978) is een Belgische pianist.

## Levensloop
Zij studeerde aan het Leuvense Lemmensinstituut en studeerde hier af met de grootste onderscheiding. Nog tijdens haar studies werd ze laureaat van verschillende wedstrijden, zoals Cantabile in Antwerpen en “Stephan De Jonghe” in Aalst. In 2002 richtte ze het kamermuziekgezelschap Frescamente op. Het ensemble was in 2006 laureaat in de wedstrijd 'Gouden Vleugels' voor jong talent in de klassieke muziek (een organisatie van het Vlaams Muziekcentrum, Jeugd en Muziek Vlaanderen, radio Klara, het ministerie van de Vlaamse Gemeenschap en de sponsors KBC en De Standaard). Na deze wedstrijd kreeg ze de mogelijkheid om een concertreeks met pianist Jan Michiels in Vlaanderen te geven. In het zelfde jaar werd Veerle met Frescamente laureaat van het Internationaal kamermuziekconcours van Almere.
Regelmatig is ze te gast op de radiozender Klara. Zowel om op te treden (bijvoorbeeld bij Klara Boetiek, editie 2017) als om toelichting te geven. Haar optredens met Jan Vermeulen worden ook door NPO Radio4 uitgezonden.
Anno 2020 is ze verbonden als leerkracht piano aan de Gemeentelijke Academie voor Muziek-Woord-Dans in Heist-op-den-Berg en geeft ze samen met Jan Vermeulen concerten in Europa.
De lesmethode heeft ze samen Jan Vermeulen omgezet in een werkboek voor leerkrachten en leerlingen.

## Discografie
- 2008 Frescamente [7]
- 2010 Mel Bonis m/v [8]
- 2012 Kannon's pillow componist Luc De Winter [9]

Samen met pianist Jan Vermeulen:
- 2014 Schubert. Works for Four Hands Vol.1[10] muziekfragment te beluisteren via Klara.
- 2014 Schubert. Works for Four Hands Vol.2
- 2014 Schubert. Works for Four Hands Vol.3
- 2016 Schubert. Works for Four Hands Vol.4
- 2018 Schubert. Works for Four Hands Vol.5
- 2018 Schubert. Works for Four Hands Vol.6
- 2019 Schubert. Works for Four Hands Vol.7